# Францішек із Кракова
Францішек із Кракова — польський римсько-католицький і державний діяч, канонік, канцлер краківський і капелан надвірний Владислава Локетка.

## Життєпис
Народився, очевидно, в другій половині XIII століття у Кракові, походив із міщанської краківської родини. У документах фігурують згадки про його батька Марціна, дядька Пйотра, доньок останнього Янну та Свєнтославу, котра була заміжня за Миколаєм, візником дружини князя Владислава Локетка княгині Ядвіги. Син Свєнтослави та Миколая, магістр Генрік навчався у Парижі, був писарем міста Кракова (1330–1332). Є також згадка про ще одного «онука» чи «внучатого племінника» Францішека — магістра Яна. Таким чином, родина Францішека була пов'язана з двором князя, а він сам міг пізніше сприяти кар'єрі своїх племінників.
У джерелах про Францішека згадується як про людину «невисокого походження, але високоосвіченого». У документі від 1303 року він згадується як «доктор декретів» (особа, що закінчила юридичний факультет університету), також у багатьох документах він згадується як магістр. Навчався в Паризькому університеті, де й здобув ступінь магістра вільних мистецтв. 1284 року з цим ступенем він опублікував у Парижі науковий трактат.
Вже від 5 липня 1295 року Францішек був каноніком і канцлером краківської катедри. Окрім пребенди від канонії, він володів ще двома престимоніальними селами Рудавою та Рациборовиці. Номінований був на ці посади краківським єпископом Яном Мускатою, каноніком був до кінця життя. Близько 1308 року став пробстом краківського Маріяцького костелу.
Під час перебування єпископа Мускати на вигнанні (1309-1317) магістр Францішек разом із кустосом катедральним Яростом і Миколаєм Варшовічом, здійснювали управління єпископським майном як адміністратори. Усунутий від управління дієцезією, краківський єпископ у серпні 1309 року звинуватив вищезгаданих трьох каноніків перед папським легатом Джентілісом за співучасть у його ув'язненні.
1315 року був канцлером сєрадзьким. Починаючи з 8 грудня 1316 року він уже згадується у документах як канцлер краківський. Цю посаду обіймав до кінця життя, будучи паралельно також капеланом Владислава Локетка.
1317 року згадується як канонік ґнєзненський. Цього ж року єпископ Ян Муската повернувся до дієцезії та спробував поквитатися зі своїми колишніми опонентами. Безсумнівно, саме завдяки йому папська курія 1318 року вимагала від колишніх адміністраторів єпископських маєтків, зокрема, Францішека, повернення нібито незаконно зібраних ними доходів. Папа Іван XXII постановив стягнути з нього 4000 золотих, які Францішек сплатив частинами до 1323 року.
Перед 1320 роком отримав пробство віслицьке, яким керував його вікарій Сулка. Також, протягом 1325-1327 років був каноніком влоцлавським і сандомирським.
Помер Францішек у період між 10 серпня 1327 року та 23 квітня 1328 року.